# 汪大渊
汪大渊（1311年—？），字焕章，中国元代商人、航海家。元武宗至大四年（1311年）生于江西南昌。

## 航海誌略
曾于元明宗至顺元年（1330年）及元统五年（1337年）两度由泉州出发，航海到西洋各国。最远抵达埃及的特番里（杜姆亚特）。元惠宗至正九年（1349年）在泉州著 《岛夷志略》一书，记述亲身经历的二百多个地方，是一部重要的中外交通史文献。
1330年，汪大淵曾到訪淡馬錫，並記錄了當時牛車水已存在華人社區。牛車水時至今日仍是新加坡最古老的唐人街之一，也是最大的一個。
新加坡学者许云樵指出，汪大渊《岛夷志略》一书的特点是列举出所到各地的土产和贸易货物，认为汪大渊本人是一名华商。